# Dworskie (Korczyn)
Dworskie – część wsi Korczyn w Polsce położona w województwie świętokrzyskim, w powiecie kieleckim, w gminie Strawczyn.
W latach 1975–1998 Dworskie administracyjnie należało do województwa kieleckiego.